# 陈维亚
陈维亚（1956年—），男，汉族，中华人民共和国导演，中国东方演艺集团有限公司副总经理、艺术总监，第十一届全国政协委员。

## 生平
2008年，当选第十一届全国政协委员，代表文化艺术界，分入第二十七组。